# Anna Palk
Anna Palk (* 23. Oktober 1941 in Looe, England; † 1. Juli 1990 in London, England) war eine britische Schauspielerin.

## Leben
Palk wurde am 23. Oktober 1941 in Looe in der Grafschaft Cornwall geboren und war bis zu ihrem frühen Krebstod mit 48 Jahren mit Derek Brierley verheiratet, mit dem sie einen gemeinsamen Sohn namens Jonathan hatte.

## Wirken
Ihr Filmdebüt hatte sie 1962 in Michael Winners Film Play It Cool in der Rolle der Ann Bryant. Neun Jahre später arbeitet sie erneut im Winner zusammen, als sie im Film Das Loch in der Tür neben Marlon Brando und Stephanie Beacham spielte. 1972 konnte man sie dann in dem Horrorfilm Der Turm der lebenden Leichen in der Rolle der Nora Winthrop sehen. Ihre Hauptbetätigung fand sie aber in verschiedenen TV-Serien in den 1960er, 1970er und Anfang der 1980er Jahre.

## Filmografie (Auswahl)
- 1962: Play it Cool
- 1962: BBC Sunday-Night Play (Fernsehserie, 1 Folge)
- 1962: No Hiding Place (Fernsehserie, 1 Folge)
- 1963: It Happened Like This (Fernsehserie, 1 Folge)
- 1963: Suspense (Fernsehserie, 1 Folge)
- 1963: Task Force Police (Fernsehserie, 1 Folge)
- 1963: ITV Television Playhouse (Fernsehserie, 1 Folge)
- 1964: Sergeant Cork (Fernsehserie, 1 Folge)
- 1964: ITV Play of the Week (Fernsehserie, 1 Folge)
- 1964: The Indian Tales of Rudyard Kipling (Fernsehserie, 2 Folgen)
- 1964: Count of Monte Cristo (Fernsehserie, 1 Folge)
- 1964: The Earth Dies Screaming
- 1965: Der Schädel des Marquis de Sade (The Skull)
- 1966: Fahrenheit 451
- 1966: Die Eingefrorenen (The Frozen Dead)
- 1966: Major Barbara (Fernsehfilm)
- 1967: Mickey Dunne (Fernsehserie, 1 Folge)
- 1967: Witch Hunt (Fernsehserie, 5 Folgen)
- 1968: Thirty-Minute Theatre (Fernsehserie, 1 Folge)
- 1968: Mini Weekend
- 1971: It’s Awfully Bad for Your Eyes, Darling (Fernsehserie, 1 Folge)
- 1963–1971: Comedy Playhouse (Fernsehserie, 2 Folgen)
- 1971: Das Loch in der Tür (The Nightcomers)
- 1971: Jason King (Fernsehserie, 1 Folge)
- 1971:  Die Zwei (The Persuaders!) (Fernsehserie, 1 Folge)
- 1972: Der Turm der lebenden Leichen (Tower of Evil)
- 1972: Spy Trap (Fernsehserie, 1 Folge)
- 1969–1972: The Main Chance (Fernsehserie, 21 Folgen)
- 1972: Kein Pardon für Schutzengel (The Protectors) (Fernsehserie, 1 Folge)
- 1973: Dolly (Fernsehserie, 1 Folge)
- 1968–1974: ITV Playhouse (Fernsehserie, 2 Folgen)
- 1974: Affairs of the Heart (Fernsehserie, 1 Folge)
- 1976: ITV Sunday Night Drama (Fernsehserie, 1 Folge)
- 1977: Mit Schirm, Charme und Melone (Fernsehserie, 1 Folge)
- 1981: Bognor (Fernsehserie, 2 Folgen)
- 1983: Storyboard (Fernsehserie, 1 Folge)